# حبيب كيتا
حبيب كيتا (بالفرنسية: Habib Keita) هو لاعب كرة قدم مالي في مركز الهجوم، ولد في 5 فبراير 2002.

## وصلات خارجية
- حبيب كيتا على موقع الاتحاد الأوربي (الإنجليزية)
- حبيب كيتا على موقع قاعدة بيانات كرة القدم.إي يو (الإنجليزية)
- حبيب كيتا على موقع Soccerway.com (الإنجليزية)
- حبيب كيتا على موقع عالم كرة القدم.نت (الإنجليزية)